# Белодробна съгласна
Белодробните съгласни звукове (известни още като пулмонически) се създават посредством белите дробове. Тези звукове биват издихателни (егресивни), създавани при издишване, и вдихателни (ингресивни) – създавани при вдишване.